# Избеница
Избеница је насеље у Србији у општини Варварин у Расинском округу. Према попису из 2022. било је 327 становника (према попису из 1991. било је 833 становника).

## Историја
До Другог српског устанка Избеница се налазила у саставу Османског царства. Након Другог српског устанка Избеница улази у састав Кнежевине Србије и административно је припадала Јагодинској нахији и Темнићској кнежини све до 1834. године када је Србија подељена на сердарства.

### Порекло становништва
Према пореклу ондашње становништво Избенице из 1905. године може се овако распоредити:
- Косовско-метохијских досељеника има 6 породице са 26 куће.
- Из околине има 3 породице са 25 куће.
- Из околине Алексинца има 2 породице са 11 куће.
- Из Македоније има 1 породица са 5 куће.
- Из Врањског округа има 2 породице са 5 куће. (подаци датирају из 1905. године)[2]

## Демографија
У насељу Избеница живи 425 пунолетних становника, а просечна старост становништва износи 42,3 година (40,9 код мушкараца и 43,6 код жена). У насељу има 167 домаћинстава, а просечан број чланова по домаћинству је 3,18.
Ово насеље је великим делом насељено Србима (према попису из 2002. године).
|  |

| Демографија | Демографија | Демографија |
| Година      | Становника  | Становника  |
| ----------- | ----------- | ----------- |
| 1948.       | 857         |             |
| 1953.       | 876         |             |
| 1961.       | 822         |             |
| 1971.       | 790         |             |
| 1981.       | 755         |             |
| 1991.       | 833         | 561         |
| 2002.       | 531         | 1.226       |

| Етнички састав према попису из 2002.‍ | Етнички састав према попису из 2002.‍ | Етнички састав према попису из 2002.‍ | Етнички састав према попису из 2002.‍ | Етнички састав према попису из 2002.‍ |
| ------------------------------------ | ------------------------------------ | ------------------------------------ | ------------------------------------ | ------------------------------------ |
|                                      |                                      |                                      |                                      |                                      |
| Срби                                 | Срби                                 |                                      | 523                                  | 98,49%                               |
| Украјинци                            | Украјинци                            |                                      | 1                                    | 0,18%                                |
| непознато                            | непознато                            |                                      | 7                                    | 1,31%                                |

| Избеница у пописима Јагодинске нахије — од 1818. до 1829.                         |       |       |       |       |       |       |          |       |       |       |       |       |
| Година пописа                                                                     | 1818. | 1819. | 1820. | 1821. | 1822. | 1823. | 1824/25. | 1825. | 1826. | 1827. | 1828. | 1829. |
| Куће                                                                              | 21    | 21    | 21    | 22    | 22    | 22    | 22       | 22    | 24    | 24    | 34    | 24    |
| Пореске главе*                                                                    | -     | 26    | 28    | 27    | 29    | 28    | 33       | 31    | 32    | 31    | 30    | 29    |
| Арачке главе**                                                                    | 57    | 57    | 60    | 58    | 57    | 62    | 60       | 60    | 68    | 79    | 81    | 80    |
| *Пореске главе = Ожењени мушкарци \| ** Арачке главе = Мушкарци од 7 до 70 година |       |       |       |       |       |       |          |       |       |       |       |       |

| Година пописа     | 1948. | 1953. | 1961. | 1971. | 1981. | 1991. | 2002. |
| ----------------- | ----- | ----- | ----- | ----- | ----- | ----- | ----- |
| Број домаћинстава | 169   | 166   | 172   | 171   | 176   | 209   | 167   |

| Број чланова      | 1  | 2  | 3  | 4  | 5  | 6  | 7 | 8 | 9 | 10 и више | Просек |
| ----------------- | -- | -- | -- | -- | -- | -- | - | - | - | --------- | ------ |
| Број домаћинстава | 41 | 44 | 17 | 19 | 17 | 21 | 5 | 1 | 1 | 1         | 3,18   |

| Пол    | Укупно | Неожењен/Неудата | Ожењен/Удата | Удовац/Удовица | Разведен/Разведена | Непознато |
| ------ | ------ | ---------------- | ------------ | -------------- | ------------------ | --------- |
| Мушки  | 213    | 36               | 145          | 20             | 4                  | 8         |
| Женски | 227    | 12               | 149          | 48             | 6                  | 12        |
| УКУПНО | 440    | 48               | 294          | 68             | 10                 | 20        |

| Пол    | Укупно                    | Пољопривреда, лов и шумарство | Рибарство                            | Вађење руде и камена | Прерађивачка индустрија       |
| ------ | ------------------------- | ----------------------------- | ------------------------------------ | -------------------- | ----------------------------- |
| Мушки  | 121                       | 105                           | 0                                    | 0                    | 8                             |
| Женски | 69                        | 60                            | 0                                    | 0                    | 0                             |
| УКУПНО | 190                       | 165                           | 0                                    | 0                    | 8                             |
| Пол    | Производња и снабдевање   | Грађевинарство                | Трговина                             | Хотели и ресторани   | Саобраћај, складиштење и везе |
| Мушки  | 0                         | 0                             | 3                                    | 0                    | 1                             |
| Женски | 0                         | 0                             | 3                                    | 2                    | 0                             |
| УКУПНО | 0                         | 0                             | 6                                    | 2                    | 1                             |
| Пол    | Финансијско посредовање   | Некретнине                    | Државна управа и одбрана             | Образовање           | Здравствени и социјални рад   |
| Мушки  | 0                         | 0                             | 1                                    | 0                    | 0                             |
| Женски | 0                         | 0                             | 1                                    | 1                    | 0                             |
| УКУПНО | 0                         | 0                             | 2                                    | 1                    | 0                             |
| Пол    | Остале услужне активности | Приватна домаћинства          | Екстериторијалне организације и тела | Непознато            | Непознато                     |
| Мушки  | 0                         | 0                             | 0                                    | 3                    | 3                             |
| Женски | 1                         | 0                             | 0                                    | 1                    | 1                             |
| УКУПНО | 1                         | 0                             | 0                                    | 4                    | 4                             |